# 進駐
進駐（しんちゅう）とは、軍隊を他国の領土内に進め、そこに留めることである。武力衝突を伴う場合を武力進駐、そうならなかった場合を平和進駐と言う。

## 進駐の例
- プロイセンのネーデルラント進駐
- 日本軍による仏印進駐、タイ進駐
- ドイツ軍によるラインラント進駐、ズデーテン進駐
- 連合軍によるイラン進駐 (1941年)
- 連合軍による戦後日本進駐

## 比喩として
大日本帝国の時代に、外地での日本語教育による日本語の広がりを「日語進駐」と呼んだ例がある。